# 邵大箴
邵大箴（1934年10月—2024年7月25日），男，江苏丹徒人，中国美术理论家，美术史家，中央美术学院教授，中国美术家协会原常务理事。

## 外部參考
- . 澎湃新闻-The Paper.   [2024-07-25]. （原始内容存档于2024-07-27）.